# Estación de invierno
Estación de invierno es el primer cortometraje de la directora chilena Pamela Espinoza, estrenado en 2002. Es interpretado con conocidos actores chilenos, y la música estuvo a cargo de Camilo Salinas, hijo de Horacio Salinas e intérprete de la banda Inti-Illimani Histórico.

## Premios

### Festival Internacional de Cine de Valdivia
| Año | Competencia                       | Premio                              | Resultado |
| --- | --------------------------------- | ----------------------------------- | --------- |
| 2002 | Cine de Cortometraje y Documental | Mejor Cortometraje Nacional Ficción | Ganadora  |
| 2002 | Cine de Cortometraje y Documental | Mejor Película Nacional             | Ganadora  |
| Nota: El jurado de esta competencia estuvo conformado por Ricardo Carrasco, Liliana Mazure, Juan Carlos Roque, Manuel Gedda y Héctor Ríos. |                                   |                                     |           |